# León Febres-Cordero Ribadeneyra
León Esteban Francisco Febres-Cordero y Ribadeneyra (Guayaquil, 9 de marzo de 1931-Guayaquil, 15 de diciembre de 2008) fue un ingeniero mecánico y político ecuatoriano. Fue presidente del Ecuador entre el 10 de agosto de 1984 y el 10 de agosto de 1988.
Inició su vida política como dirigente empresarial, siendo posteriormente diputado entre 1966 y 1968, y más tarde senador, entre 1968 y 1970. En 1978, abandonó el Partido Liberal Radical Ecuatoriano y fue electo diputado por el Partido Social Cristiano (PSC). En aquel periodo parlamentario, tuvo una activa participación como opositor de los gobiernos de Jaime Roldós y Osvaldo Hurtado, por lo que fue escogido como el candidato del PSC en las elecciones presidenciales de 1984, en las que, obtuvo el segundo lugar en la primera vuelta, no obstante, en el balotaje fue electo.
Su gobierno fue denunciado por violaciones a los derechos humanos, especialmente desapariciones forzadas. Durante su gobierno se crearon «Escuadrones volantes» que fue llamada "escuadrones de la muerte" dedicados a castigos y ejecuciones sumarias. Rodeó con tanques de guerra la Corte Suprema de Justicia, para así evitar la toma de posesión de su nuevo presidente, el cual según el gobierno de Febres-Cordero era ilegal.
Tras su presidencia, se mantuvo activo en la política nacional, conservando una considerable influencia y poder político, por lo que llegó a ser calificado como "el dueño del país". Fue electo alcalde de Guayaquil en 1992, siendo reelecto en 1996, por lo que permaneció en el cargo hasta el 2000. En aquel año, pasaría nuevamente al Congreso, siendo reelegido en 2002 y 2006, aunque renunció en 2007 a su curul, debido a por problemas de salud que le impedían residir en Quito.

## Biografía
León Febres-Cordero nació en Guayaquil, sus padres fueron Agustín Febres Cordero Tyler y María Rivadeneira Aguirre. Fue el sexto de siete hermanos (Nicolás, Agustín, Mercedes, Delia, María Auxiliadora y Leonoer). 
Se educó en el Colegio Salesiano Cristóbal Colón y viajó a los Estados Unidos a la edad de 16 años, donde completó su secundaria en Charlotte Hall Military Academy y Mercersburg Academy de Pensilvania. Tras ello, obtuvo su título de Ingeniero Mecánico en el Stevens Institute of Technology, en Hoboken (Nueva Jersey), en el año de 1953.
Desempeñó cargos como ejecutivo en importantes empresas de la nación, Cervecería Nacional, Empresa Eléctrica de Guayaquil, Industrial Molinera, Sociedad Anónima San Luis, Sociedad Anónima San Alfonso, Cartonería Ecuatoriana, Papelería Nacional y Textil Interamericana de Tejidos. En la actividad gremial incursionó al frente de la Cámara de Industrias de Guayaquil, de la que logró ser tres veces presidente entre los años 1974 y 1980, y de la Federación Nacional de Cámaras de Industrias.

### Matrimonio y descendencia
Se casó en la ciudad de Guayaquil con la peruana María Eugenia Cordovez Pontón, pariente política por su prima María Febres-Cordero Carbo. Del enlace nacieron cuatro hijas:
- María Eugenia Febres-Cordero Cordovez (Guayaquil, 1954). Casada en 1973 con Christian Bjarner.
- María Fernanda Febres-Cordero Cordovez (Guayaquil, 1956). Casada con Geovanny Orlandini.
- María Liliana Febres-Cordero Cordovez (Guayaquil, 1958). Casada con Gonzalo Dassum.
- María Auxiliadora Febres-Cordero Cordovez (Guayaquil, 1960). Casada con Rafael García Toral.

Después de 34 años, la pareja se divorció en el año 1988, pocos meses después de terminado el periodo presidencial, así casándose el mismo año con Cruz María Massuh, matrimonio que duró hasta la muerte de Febres Cordero.

## Carrera política

### Representación en la función legislativa
La Junta Militar que gobernaba al país en 1966 fue depuesta por un grupo de notables ecuatorianos, quienes designan a Clemente Yerovi Indaburu como presidente interino. Este, en su corta administración cumplió la misión que se le había encargado: realizar una Asamblea Constituyente, misma que se reunió en noviembre de 1966, para redactar una nueva constitución. A los 35 años, Febres-Cordero formó parte como asambleísta constituyente del órgano legislativo, participando en la redacción de la constitución, que fue aprobada finalmente el 25 de mayo de 1967.
En 1968 regresa al Congreso como senador Funcional como representante de los sectores productivos, Luego fue parte de la segunda Comisión de Economía y Finanzas del Congreso, hasta que Velasco Ibarra se declaró dictador en 1970 y disolvió el Parlamento ecuatoriano. y luego

### Encarcelamiento
En 1973 cuando trabajaba para la Bananera Noboa que le pertenecía a Luis Noboa Naranjo se le pidió que girara cheques para el gobierno del presidente de aquella época Guillermo Rodríguez Lara, por 93 días

### Regreso al Congreso
En 1978 se afilió al Partido Social Cristiano, y fue elegido diputado para el período entre 1979 y 1983.
Durante su período como legislador, realizó varias interpelaciones a funcionarios públicos. La primera acción de este tipo por su parte, ocurrió en septiembre de 1980. En aquella primera ocasión, cuestionó al entonces ministro de Finanzas Rodrigo Paz, por haber suscrito el decreto 343 en el mes de junio, que reforma el arancel de importación entonces vigente, que era inconstitucional por ser contrario a los artículos 53 y 59. En esta acción, la Cámara de Representantes no censuró al ministro.
Obtuvo notoriedad en septiembre de 1981 al encabezar un juicio contra Carlos Feraud Blum, entonces ministro de Gobierno del presidente Osvaldo Hurtado, a quien acusó de anomalías en la importación de juguetes que estaban destinados a los hijos de la fuerza policial. El monto de aquel contrato era de 6,7 millones de sucres.
Luego ocurre una interpelación contra el ministro de Recursos Naturales, Eduardo Ortega Gómez. Febres-Cordero plantea junto a Hugo Caicedo un juicio político por la administración de recursos petroleros, en los trabajos del Golfo de Guayaquil y elevación de las tarifas eléctricas. Esta acción resultó favorable, dando paso a que la Cámara de Representantes declarara culpable al ministro Ortega, el 8 de septiembre de 1982. En el mismo año, cuestionó el plan de expropiación de terrenos de la Isla Santay, por hallar un sobreprecio de 200 millones de sucres, que la Contraloría luego dictaminó como afirmativo. En este proceso, señaló directamente a Juan Pablo Moncagatta y John Klein, gobernador del Guayas y subsecretario de obras públicas, respectivamente.

### Camino a la Presidencia
Durante su permanencia como congresista, mantuvo estrecha amistad con quien más adelante sería su compañero de fórmula y binomio presidencial, Blasco Peñaherrera Padilla.
En 1982 adquirió protagonismo al entablar un juicio de peculado en la compraventa de la Isla Santay y su posterior plan de expropiación contra el entonces gobernador de Guayas, Juan Pablo Moncagatta. La Contraloría General del Estado halló un sobreprecio de más de 200 millones de sucres, por lo que se emitieron órdenes de captura contra Moncagatta y otros implicados.
El 29 de enero de 1984, se realizaron las elecciones presidenciales, en las que se candidatearon 17 binomios presidenciales, el Partido Social Cristiano estructuró la alianza conservadora Frente de Reconstrucción Nacional y escogió como candidato a León Febres-Cordero para participar en la contienda. Al proclamarse los resultados, se anunció que el binomio conformado por Rodrigo Borja Cevallos y Aquiles Rigaíl de la Izquierda Democrática encabezó estos con un 28,7% de la votación, mientras Febres Cordero y Blasco Peñaherrera del PSC alcanzaron el segundo puesto, logrando así pujar la segunda vuelta electoral.
En la segunda vuelta, el 6 de mayo de 1984, gracias al Frente de Reconstrucción Nacional, coalición capitaneada por el PSC, Febres-Cordero gana las elecciones con el 51,54% de los votos, por tres puntos de diferencia, obteniendo 1,381,709 votos. El binomio Rodrigo Borja Cevallos y Aquilés Rigaíl obtienen 1,299,084 votos, el 48,46% de la votación total.

## Presidencia Constitucional del Ecuador (1984-1988)

### Primeros meses en el cargo
Tomó el cargo de mandatario para el periodo 1984-1988 después de ganar en las elecciones del 6 de mayo de 1984, junto con su compañero de fórmula Blasco Peñaherrera Padilla. El eslogan de su campaña fue «Pan, techo y empleo», y de ella es recordado el debate televisivo entre él y Rodrigo Borja Cevallos, candidato por la Izquierda Democrática.
Se posesionó el 10 de agosto de 1984, y durante los seis primeros meses de su período presidencial se caracterizaron por el enfrentamiento con el Parlamento. Coherente con las medidas de ajuste no elevó los sueldos y salarios sino en una proporción algo superior a la inflación. Gobernó con decretos económicos urgentes, en total 26, para gestionar así el gasto público, convirtiendo de este modo la excepción en regla de gobierno.
El impuesto a las transacciones mercantiles (actual IVA) fue elevado del 6% al 10% durante el gobierno de Febres-Cordero. Del mismo modo en 1984 y 1987 elevó el costo de los combustibles.

### Obras
Durante su mandato, culminó y entregó el ahora desaparecido edificio del Ministerio de Agricultura, Ganadería y Pesca en Guayaquil conocido como «La Licuadora», aportó a través de la Unidad Ejecutora para el Deporte de su gobierno 200 millones de sucres para la construcción del Estadio Monumental Isidro Romero Carbo de Barcelona en la ciudad de Guayaquil, el Estadio Olímpico de Ibarra en Imbabura, el Estadio Reales Tamarindos de Portoviejo en Manabí para la realización de los VI Juegos Nacionales de Manabí en 1985, construyó carreteras como Ibarra - San Lorenzo, construcción y la reparación en general de carreteras en Litoral, Sierra, Región Amazónica e Insular. Durante su gobierno aumentó las exportaciones no petroleras, que en 1988 llegaron a los 1800 millones de dólares, cuando dos años antes, previo al inicio de su mandato, habían sido apenas de 600.

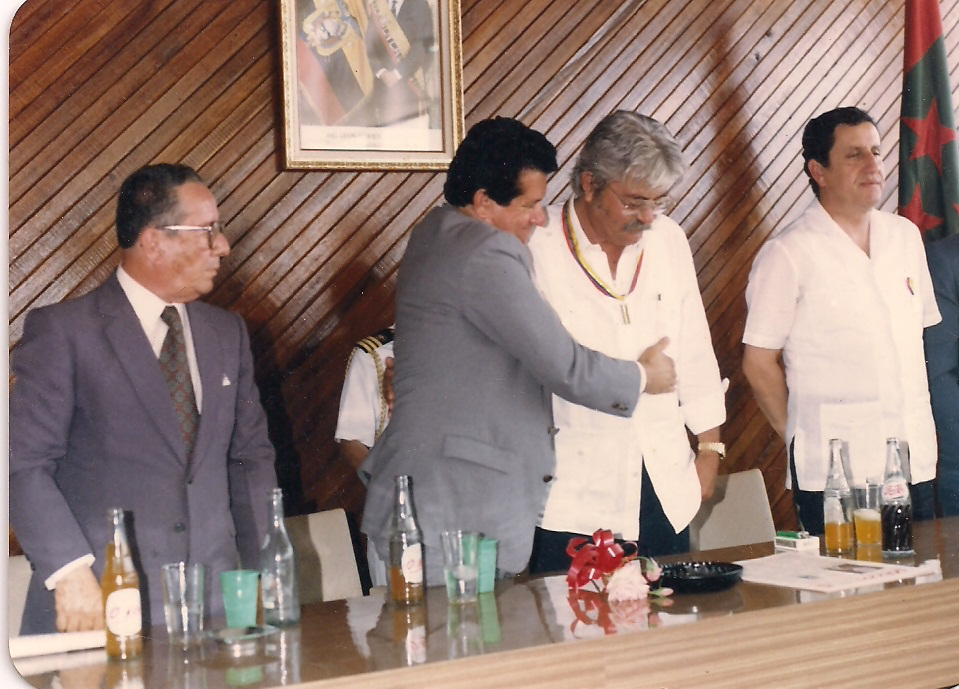
León Febres-Cordero y Manuel Félix López durante una reunión en 1985.

#### Aportes a la cultura
En su gestión se firmó mediante decreto la creación del Fondo Nacional de la Cultura, conocido también como FONCULTURA, que se hallaba integrado por un porcentaje del 15% del fondo que el Banco Central del Ecuador destinaba a los proyectos culturales en general, sumado al 5% de las utilidades anuales del Banco Ecuatoriano de Desarrollo, y las asignaciones anuales del presupuesto del Estado para la ejecución de los proyectos que entren en esta competencia. Existía para la calificación de proyectos culturales el Consejo Nacional de Cultura, y también en aporte a otras instituciones como la Casa de la Cultura Ecuatoriana el destino de un porcentaje de fondos que ciertas actividades generaban y eran gestionados por el Banco Central.

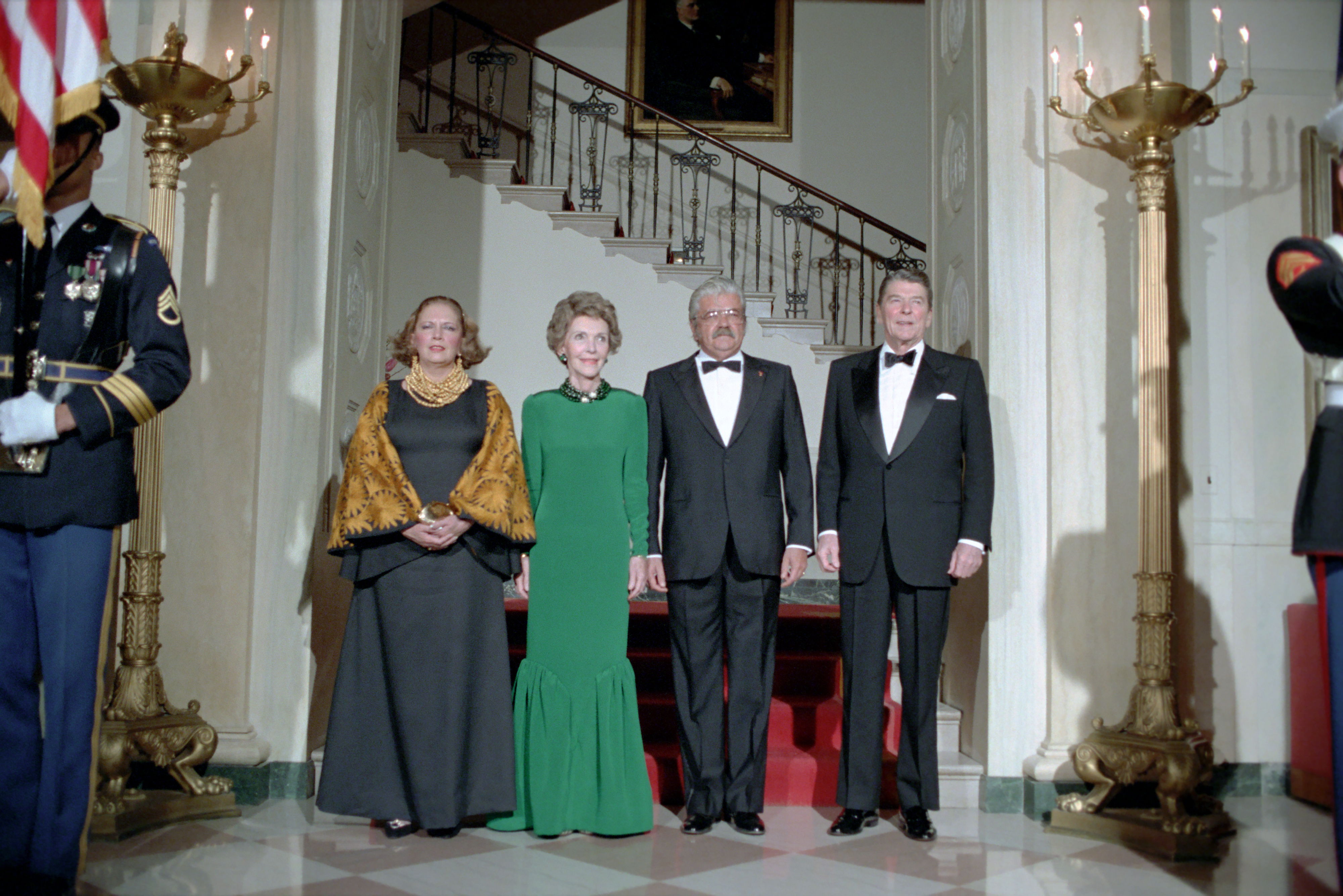
Ronald Reagan, León Febres-Cordero, Nancy Reagan y María Eugenia Cordovez en la Casa Blanca el 14 de enero de 1986.

#### Gestión en Salud Pública
Durante su gobierno, Febres-Cordero ejecutó la construcción de los hospitales del IESS en Tena y el Civil de Ibarra, el Hospital de Niños Baca Ortiz en Quito, además de centros y subcentros de salud en distintos lugares del país. Impulsó el programa de atención médica y entrega de medicinas gratuitas a menores de cinco años llamado Megramé 5, que llevó a cabo a través del Ministerio de Salud Pública, y el apoyo de su entonces esposa María Eugenia Cordovez.

#### Vialidad
Durante su gobierno se impulsó la construcción de la Vía Perimetral de Guayaquil. Este corredor vial tenía como propósito ser la circundante del cantón Guayaquil en la provincia del Guayas. En el tramo de esta vía que corresponde a los territorios del Cantón Daule, se renombró en 2009 a Avenida León Febres-Cordero Ribadeneyra, en homenaje póstumo, por ordenanza municipal del mismo cantón.

### Relación con el Poder Judicial
El 2 de octubre de 1984, fue parte de una fuerte disputa con el presidente del Congreso Nacional Raúl Baca Carbo, cuando la mayoría de centro-izquierda del Congreso cesó a la Corte Suprema de Justicia de 1979 y nombró a una nueva Corte. Febres-Cordero no acató la decisión del Congreso y envió tanques de guerra para que impidieran el paso de los nuevos jueces al edificio de la Corte de Justicia. Baca y Febres-Cordero finalmente se reunieron y acordaron en conjunto la designación de una nueva Corte, poniendo fin al conflicto.

### Combate contra la subversión
En 1983 surgió la actividad subversiva del grupo terrorista Alfaro Vive, ¡Carajo! que en agosto de 1985 secuestró al banquero Nahím Isaías. El propio Presidente dirigió el operativo militar de rescate de la víctima, que murió con los secuestradores en condiciones que nunca fueron plenamente determinadas durante el mencionado asalto. La «lucha contra el terrorismo» se convirtió en política oficial del régimen. Las medidas económicas de ajuste ayudaron a que el PIB crezca y hubo superávit en 1984 y 1985. Pero en el segundo semestre de 1986 el precio del petróleo ecuatoriano en el mercado internacional cayó de 27 a 8 dólares, y el 7 de marzo de 1986, aduciendo motivos éticos, el general Frank Vargas Pazzos se rebeló en la base aérea de Manta y el 15 de marzo en la de Quito.

### El Taurazo
En 1986, el comandante general de las Fuerzas Armadas, Frank Vargas Pazzos, acusa a Luis Piñeiros, ministro de Defensa de Febres-Cordero, por sobreprecio en la compra de un avión Fokker F-28 para TAME. Se inicia un proceso de investigación el 19 de marzo de 1986, por una Comisión de Fiscalización del Congreso, el 24 de abril la comisión dictamina que no existió irregularidades en la compra del avión, a pesar de que la Contraloría General del Estado estableció glosas por 200 millones de sucres, sin establecer implicados en las irregularidades.
En 1987, unos comandos de la Fuerza Aérea cercanos a Vargas secuestraron al presidente Febres-Cordero y a su comitiva en la Base Aérea de Taura durante 12 horas, y negociaron la libertad de los secuestrados a cambio de la libertad del general Vargas, prisionero desde marzo de 1986 por sus actos de rebelión, y también a cambio de que el presidente no tomara represalias contra los secuestradores. El Congreso en su mayoría opositor aprovechó la coyuntura para pedir la renuncia del Presidente, pedido que finalmente no prosperó. A este hecho, los medios de comunicación le denominaron "El Taurazo".

### Meses finales de su gobierno
En 1988, el régimen se debilitó por varios escándalos de corrupción en las altas esferas del gobierno, la caída del precio de petróleo, y la interrupción de las exportaciones petroleras debido a un terremoto, agravando la crisis económica, y disminuyendo los ingresos hasta por 3000 millones de dólares. El gobierno a partir de entonces incrementó el gasto público y el endeudamiento estatal, tomando medidas que estaban orientadas a la promoción de sector exportador, y del capital financiero. El equipo económico se desbandó y hasta el vicepresidente de la república, Blasco Peñaherrera Padilla, se alejó del presidente. A pesar de todo esto, el gobierno no alteró el plan de gasto para el último año de la administración, pues Febres-Cordero quiso terminar los proyectos que empezó.

El desmesurado gasto público durante el último año de gobierno, cuando la economía estaba en crisis, reflejó la adopción de medidas calificadas como populistas, antepuestas a las principales que marcaron una tendencia hacia la liberalización de la economía. El PIB decayó en un 6% tras el terremoto de 1987, y creció la inflación en un 85,7%.

### Escándalos
En el gobierno de Febres Cordero hubo varias denuncias de corrupción y abusos a los derechos humanos. Entre los casos de corrupción se encuentran la huida de Joffre Torbay, Secretario de la Administración Pública, luego de ser sindicado por la compra de 350 carros recolectores de basura a la empresa mexicana DINA que dejó una deuda de cuatro mil millones de sucres; denuncias de presunto sobreprecio para la vía Perimetral y robo de orejeras de oro, pinturas y obras de arte del Palacio de Carondelet [cita requerida]

#### Caso Ecuahospital
En mayo de 1987, Xavier Neira, ministro de Industria del Gobierno de Febres-Cordero es sindicado por un supuesto caso de peculado en prestación de servicios con la empresa Ecuahospital. Durante los 33 meses que duró el proceso legal, Neira paso 18 meses en Miami. En febrero de 1990 el caso fue sobreseído por Ramiro Larrea, Presidente de la Corte Suprema de Justicia.

#### Caso Ran Gazit
El 18 de enero de 1990, Ramiro Larrea, Presidente de la Corte Suprema de Justicia, dictamina orden de prisión preventiva contra Febres-Cordero, por la entrega de 150 000 dólares en diciembre de 1986, al asesor de seguridad, el israelí Ran Gazit, quien colaboró en el combate contra la guerrilla en el Ecuador, también fue implicado el yerno de Febres-Cordero, Miguel Orellana, el caso fue sobreseído definitivamente en agosto de 1990 por la cuarta sala de la Corte Suprema de Justicia.

#### Violaciones de Derechos Humanos
Durante su gobierno ocurrieron graves violaciones a los derechos humanos[cita requerida], especialmente desapariciones forzadas, los cuales suscitaron un dictamen de la Corte Interamericana de Derechos Humanos al Estado Ecuatoriano, imponiéndole la obligación de reparar a la víctimas y de investigar y sancionar a quienes cometieron dichos actos. Sin embargo, simpatizantes del gobierno de Febres-Cordero sostienen que algunas de estas acusaciones no estuvieron adecuadamente sustentadas con pruebas documentadas e imparciales.
Entre los casos de atropello a los derechos humanos que se contabilizan durante su presidencia, uno de los más conocidos es el caso de la desaparición de los hermanos Carlos y Pedro Restrepo Arismendi, y el de la tortura, violación y ejecución extrajudicial de la profesora Consuelo Benavides, detenida por miembros de la Fuerza Naval de Ecuador. Durante tres años, hasta diciembre de 1988, las familias no conocieron cuál era el paradero de los desaparecidos, a pesar de solicitar información repetidamente a las autoridades ecuatorianas. En el mismo periodo, la Comisión Ecuménica de Derechos Humanos de Ecuador, Amnistía Internacional y el Grupo de Trabajo de las Naciones Unidas sobre Desapariciones Forzadas e Involuntarias realizaron peticiones similares a las autoridades. El gobierno ecuatoriano de entonces no facilitó [cita requerida] en ninguno de los casos información suficiente a estas entidades sobre sus paraderos.
Durante su ataque a la delincuencia e insurgencia del país, se presume que se crearon «escuadrones de la muerte» dedicados a castigos y ejecuciones sumarias. El 3 de mayo de 2008, el presidente ecuatoriano y opositor de Febres-Cordero, Rafael Correa, creó en Quito una Comisión de la Verdad para investigar los supuestos crímenes [cita requerida] ocurridos durante la presidencia de Febres-Cordero. A pesar de ello existió controversia alrededor de la comisión, puesto que sus opositores alegan que se debería investigar también a los acusadores, especialmente a los exguerrilleros identificados en el país y fuera del país; así como otros afirman que debería haber fuertes sanciones a los implicados.
La Comisión de la Verdad creada por Correa en 2013 determinó que durante el gobierno de Febres-Cordero ocurrieron crímenes de lesa humanidad, argumentando que existen indicios de que ocurrieron desapariciones forzadas, tortura, arrestos y detenciones arbitrarias y violencia sexual en contra de supuestos miembros de AVC, ante lo cual la Fiscalía llamó a juicio a varios miembros de la cúpula de las Fuerzas Armadas de la época y jefes de la policía.

#### Represión a medios de comunicación
Durante el gobierno de Febres-Cordero, que el historiador Juan Paz y Miño considera como la época más perjudicial para la prensa nacional desde 1979, se vivieron momentos de grave atentado contra los medios de comunicación. Durante su mandato se cerraron 37 medios de comunicación, incluyendo radios como Atalaya, CRE, Huancavilca, Democracia, Dinámica, Victoria, Tarqui, El Sol, Éxito, Sideral, Bolívar y Cristal. Además, el gerente de radio Éxito, José Rodríguez Santander, fue blanco de un ataque armado, y el periodista Pancho Jaime sufrió detención, tortura y prisión.

## Alcaldía de Guayaquil

### Candidatura
León Febres-Cordero anunció su candidatura para la alcaldía de Guayaquil por el Partido Social Cristiano el 6 de febrero de 1992.

### Primer período (1992-1996)
En 1992, fue elegido alcalde de Guayaquil tras haber ganado las elecciones municipales, posesionándose como tal el 10 de agosto de 1992. 
Su primera orden fue cerrar el Municipio de Guayaquil por varias semanas, misma que anunció en una cadena televisiva de 45 minutos donde daba cuentas del estado en el que halló el edificio y la administración municipal. Entonces eliminó a 2 499 «pipones» del Municipio, y el sindicato de Aseo de Calles, remodeló el edificio municipal al que calificó de «nido de ratas» y dio inicio a un proceso de regeneración de la ciudad.
Dos meses después de iniciar su gestión como burgomaestre de Guayaquil, inició la campaña cívica-educativa denominada "Ahora o nunca: Guayaquil vive por ti". Esta campaña iba enfocada a rescatar el civismo entre los guayaquileños y residentes en Guayaquil, además de dar identidad al habitante con la urbe. Esta campaña se acordó mediante la expedición de un Acuerdo Ministerial con el entonces ministro de Educación, Dr. Eduardo Peña Triviño, e incluía como mandato la difusión de carácter obligatorio del proyecto en los establecimientos educativos del cantón. En la campaña se incluyó la imagen de Juan Pueblo, obra de Virgilio Salinas.
Entre las obras de su gestión como alcalde se destacan sobre todo la transformación del ornato, la vialidad, sistemas de pasos elevados para descongestionar el tránsito vehicular, la construcción de mercados, la legalización de tierras para 80 000 familias en invasiones, la regeneración en la Pedro Pablo Gómez, la recolección de basura de la ciudad de Guayaquil, que en la década de 1980, Guayaquil fue llamada la Calcuta de América se había convertido en foco de suciedad y falta de higiene y, estaba casi completamente carente de obras públicas emprendidas por el municipio. Así mismo, reestructuró el Municipio de Guayaquil, colocando a la institución en un proceso de modernización que ha servido de ejemplo para otras entidades municipales latinoamericanas. En lo económico, practicó la economía social de mercado durante su administración.

### Segundo período (1996-2000)
En el año de 1996, fue reelegido como alcalde en las elecciones municipales, obteniendo una victoria con el 86% de los votos. Desde este nuevo período, se destacó creando obras de gran escala como las bases del actual Malecón 2000, administrado ya no como obra pública sino de una manera descentralizada, estableciendo así un novedoso y ágil sistema de administración que prioriza las alianzas público-privadas.

## Legislatura en el Congreso Nacional
Entre los 3 períodos en los cuales Febres-Cordero actuó como legislador, en el año 2002 fue elegido como diputado del Congreso Nacional, siendo el congresista más votado por los electores. En la palestra del poder legislativo, tuvo a su cargo varios proyectos de ley y realizó denuncias de corrupción a ministros y funcionarios de gobiernos anteriores, pero fue marcado su ausentismo a las sesiones del Parlamento, en el cual casi nunca intervino por motivos de salud (su hipertensión arterial le impedía viajar a la altura de más de 2500 metros de Quito). En el 2006 volvió a incurrir en la carrera por un curul en el Congreso Nacional, siendo nuevamente elegido para la misma dignidad. A principios de 2007, el día anterior a su posesión como legislador, presentó la renuncia al cargo, por problemas de salud que ya no le permitían seguir en el mismo, permitiendo que su curul la ocupe Dimitri Durán del PSC, quien fue designado diputado alterno de él.

## Problemas de Salud
Cáncer en la vejiga
Fue intervenido quirúrgicamente para trata un incipiente cáncer de vejiga. Esta fue la única vez que se lo operó en Guayaquil.
Operación de Corazón abierto
En 1996, en otro proceso quirúrgico, se le colocaron tres "by-pass" coronarios para tratar obstrucción de arterias.
Glaucoma
Durante 1996, empezaron los problemas médicos en el ojo derecho a causa de un glaucoma. Cuando era Alcalde de Guayaquil, en 1997, se le desprendió la retina de su ojo derecho y se le practicaron tres cirugías, siendo que se presentaron problemas en la recuperación. El 30 de marzo de 2005 tuvo una infección severa a causa de un glaucoma en su ojo derecho, un desplazamiento de retina y cataratas, le obligan a los médicos del hospital Bascom Palmer Eye Institute en Miami a retirarle el globo ocular derecho, el ojo extirpado fue reemplazado por una prótesis, conectada quirúrgicamente a nervios y músculos internos, permitiéndole movilidad.
Cirugía en carótida
En 1998, se le realizó una cirugía en la arteria carótida izquierda, a causa de una isquemia .
Cirugía en la pierna
En 2007, en Miami, Estados Unidos, se sometió a una operación de la pierna derecha, en el mes de febrero, por un problema cardiovascular.
Cáncer al Pulmón
El 1 de diciembre de 2008 fue sometido a exámenes para determinar el avance del cáncer de pulmón,  se le realizó un broncoscopia, recibió sesiones de radioterapia para quemar y reducir el tamaño de los tumores. Febres-Cordero decidió retornar a Guayaquil, los familiares firmaron un documento eximiendo de responsabilidades a la clínica.

## Fallecimiento

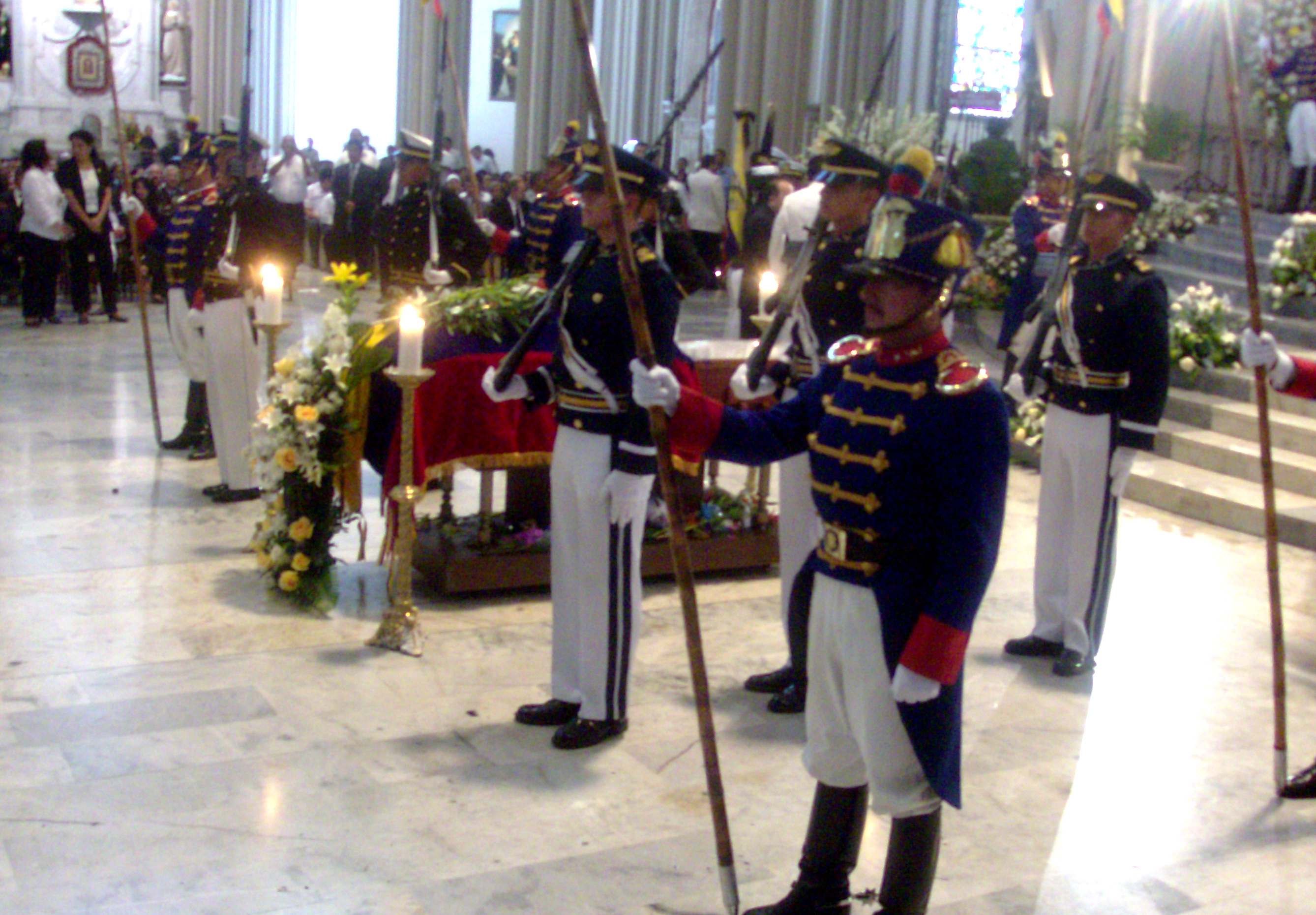
En la Catedral Metropolitana de Guayaquil durante el velatorio resguardado por la escolta presidencial Granaderos de Tarqui, y miembros de las Fuerzas Armadas.

El expresidente murió el lunes 15 de diciembre de 2008, víctima de una doble complicación a sus pulmones debido al cáncer y enfisema, en la clínica Guayaquil. El féretro fue llevado hasta el cementerio Parque de la Paz, donde fue sepultado.

### Funeral
Los funerales se realizaron del 15 al 17 de diciembre de 2008, en la Catedral Metropolitana de Guayaquil. Las calles aledañas a la basílica estuvieron cerradas al tráfico vehicular para facilitar la movilización de los peatones así como de los asistentes a los servicios funerarios. Las 3 puertas de la catedral permanecieron abiertas desde las siete de la mañana hasta las doce de la noche para recibir una multitud de seguidores que constantemente entraban y salían de la catedral, acompañados de autoridades y personalidades que asistieron a las honras fúnebres de Febres-Cordero, durante tres días se declaró duelo nacional, mediante decreto presidencial recibió todos los honores. En su velatorio que se llevó a cabo en la Catedral Metropolitana, se realizaron misas cada hora por una decena de sacerdotes y curas, obispos, los medios de comunicación le dieron cobertura en vivo durante la entrada y salida de la catedral. Una vez terminada la misa de cuerpo presente, los restos del exmandatario recorrieron por las calles de Guayaquil, donde fue alcalde durante ocho años.

## Honores

### Condecoraciones y méritos
- Gran Collar de la Orden Nacional de San Lorenzo, designada al Gran Maestre de la Orden de mayor rango en el Ecuador, presidida por el presidente de la República de turno.

### Homenajes
- Busto de León Febres-Cordero, escultura de cinco metros de altura hecha en bronce por el español Víctor Ochoa, y entregada por el Municipio de Guayaquil.[86]